# Diacanthodis granosa
Diacanthodis granosa är en insektsart som beskrevs av Brunner von Wattenwyl 1895. Diacanthodis granosa ingår i släktet Diacanthodis och familjen vårtbitare. Inga underarter finns listade i Catalogue of Life.